# 村越祐民
村越 祐民（むらこし ひろたみ、1974年〈昭和49年〉2月13日 -）は、日本の政治家。千葉県市川市長（1期）、衆議院議員（2期）、外務大臣政務官（野田第3次改造内閣）、千葉県議会議員（1期）を務めた。

## 経歴

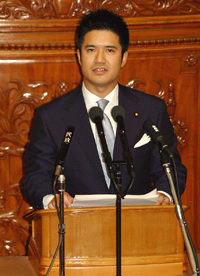
衆議院議員時

千葉県市川市宮久保生まれ。父は元市川市議会議員の村越勝。昭和学院小学校、市川中学校・高等学校、青山学院大学国際政治経済学部卒業。外資系コンピューターハードウェアメーカーの日本シリコングラフィックス（現・日本SGI）に入社。その後、1年で退社し、早稲田大学大学院法学研究科修士課程で憲法学を専攻する。
早稲田大学大学院在学中、民主党千葉県連が実施した候補者公募に合格。2003年の千葉県議会議員選挙に市川市選挙区（定数6）から民主党公認で出馬し、現職6人、新人3人の激戦を制して初当選した。当選後、大学院は中退。
2003年、千葉県議を当選からわずか半年で辞職し、第43回衆議院議員総選挙に千葉5区から民主党公認で出馬し、政党・尊命代表の田中甲（2001年に民主党を離党）、自由民主党の薗浦健太郎らを破り、当選した。
2005年の第44回衆議院議員総選挙では、千葉5区で前回下した自民党の薗浦に敗れ、比例復活もならず落選した。
2009年の第45回衆議院議員総選挙で、千葉5区で薗浦を破り、4年ぶりに国政に復帰した。
2012年、野田第3次改造内閣で外務大臣政務官に任命された。同年の第46回衆議院議員総選挙では、千葉5区で自民党元職の薗浦に3万票超の差で敗れ、比例復活もならず、再び落選した。
2014年の第47回衆議院議員総選挙にも千葉5区から出馬したが、前回よりも薗浦に票差を広げられ、落選した。
2016年3月、民主党・維新の党が合流した民進党に参加。
2017年9月27日、前原誠司民進党代表が民進党を事実上解党し、第48回衆議院議員総選挙に向け、希望の党からの立候補を容認する方針を表明。10月3日、希望の党は千葉5区で元浦安市議会議員の岡野純子を公認した。村越は一時、無所属での立候補も検討していたが、同日、野党票の分散を防ぐために出馬を断念したと明らかにした。
同年11月、民進・共産・自由・社民・市民ネットワーク千葉県の推薦を受けて市川市長選挙に出馬し、立候補した5人の中で最多の票を獲得するも、法定得票数に届かず、当選者が決定しなかった。
2018年4月22日実施された再選挙に出馬し、上述の田中甲、元千葉県議会議員の坂下茂樹を破り、市川市長に当選した。同日付で市川市長に就任し、4月24日に市川市役所に初登庁した。
2022年3月27日に実施された市長選挙には村越を含め6人の候補者が立候補し、田中甲が得票率42.9%を獲得し初当選した。村越は元県議の守屋貴子（同30.3%）に次ぐ3番目の得票数（同9.9%）で、供託金没収点（有効投票総数の10分の1）を下回った。同日に実施された市議会議員補欠選挙に、前年に有罪判決を受けた村越の元私設秘書の押切裕雄（後述）も立候補するが、候補者6人中5番目の得票数で落選した。

## 市政運営を巡るトラブル・不祥事

### テスラ公用車の導入
米国の自動車メーカー「テスラ」の自動車を公用車として2台導入するとし、2019年度当初予算に「自動車管理費」としてテスラ導入を組み込んだ。同年3月の議会で導入予算が可決。しかしリース代が高額なため費用が従来の倍以上かかることから、同年6月27日、市議会本会議で「導入見直しを求める決議」が審議され、同決議案は賛成21票、反対20票で可決された。
マスコミからの批判も高まったことから、7月17日に記者会見を開き、1台目と従来の公用車、トヨタ・クラウンハイブリッドとのリース料の差額を自身の給与で負担し、9月に導入を予定していた2台目は「保留する」と述べた。導入する1台は、7月から8年間のリース契約を結んだテスラのSUV「モデルX」で、リース料は月額14万5千円（税込）。これまで使っていたトヨタ・クラウン（月額6万円）との差額8万5千円を、市長の給与を毎月減額する形で負担する条例案を9月議会に提出する予定となった。市に寄せられた意見の約9割が批判的とされることに関して村越は7月24日、「市民以外が大半で、（直接市民から）お叱りを受けることはない」と発言した。
その後テスラ車1台のリース契約を解除すると決め、9月4日、リース料の差額分を市長の給料から支出する関連条例案を取り下げる書面を市議会議長に提出した。市はテスラとのリース契約を11月18日付で解除した。11月19日、村越は定例記者会見で、テスラ車を管理する法人を設立したことを明らかにした。市が当初契約していた8年分のリース料金より高い値段で同法人が買い取り、以後は村越自身の政務活動などでテスラ車を利用する方針とした。

### 新庁舎の階段設置工事
市は2019年6月17日に開かれた市議会定例会で、市議から市役所新庁舎の工事の進捗状況を問われた際「2020年7月完成、8月供用開始」と答弁。村越も2019年8月6日に行われた住民説明会で「供用開始は2020年8月」と説明した。
ところが同年8月27日、村越は突如「1、2階中央部に階段を作る決定をした」と発表。予定されていた供用開始時期は5か月延期され、費用は1億5千万円が見込まれた。設計になかった階段を追加する理由として、村越は「オープンイノベーション、ワンストップサービス、ワンスオンリーサービスなどの現代的な要請に応えたしつらえにする必要がある」と説明したが、市議の一人は「庁舎建て替えは2013年から取り組みが始まり、議会や地元住民の意見を聞きながら2020年夏に完成と最終段階を迎えていた。8月6日には同様のスケジュールで近隣住民にも説明会を開いていた。その予定がなぜ2週間足らずで覆るのか」と疑問を呈した。

### 定例記者会見を中止
2019年10月8日夕刻、村越は同月10日に予定されていた定例記者会見について「都合がつかなくなった」と市幹部に連絡した。このとき市側には明確な理由を伝えなかった。市は会見前日の10月9日に記者会に中止の旨を通知した。同日、記者会の代表は理由の説明を要請。10月10日にも市秘書課長らに中止とした理由を求めたが、市側は明確な理由は聞いていないとして「公務以外のことには踏み込めない」と述べた。記者会は市に書面で「信頼関係を一層損なう」と指摘した。
同年10月11日、村越は自身のツイッターで「台風への備え」を優先したと反論。さらに、一部の報道機関の記者について「便所の落書き程度の記事を書く」と非難した。10月18日、千葉日報社の単独取材に応じ、公務の記者会見をキャンセルしたことについて「台風の事前の対応をしていた。政務です」と主張し「会見は報道に対するサービス」と述べた。「一番大事な仕事を選んでするのが私の務めで、10日の局面では記者会見に時間を割くことではない。それは私が決める」と報道機関への不信感をあらわにした。

### シャワー室問題
2020年8月25日、市川市役所の新庁舎につき、4階以上の一般利用が開始された。村越はその後、4階の市長室内のトイレの隅に、ガラス張りのシャワー室の工事を追加で行った。費用約360万円には新庁舎建設に伴う余剰金が充てられた。シャワー室の工事は10月に完成した。
2021年2月26日、市議会定例会の代表質問で越川雅史市議は、市長室の裏にシャワー室が存在することを初めて明らかにした。設置が、新庁舎の議員や報道関係者向けの公開後だったことなどを明らかにし、「市長専用では」と村越を批判した。これに対し村越は「想像の飛躍」と述べ、「危機管理上、必要だった。必要に応じて新たに機能を追加することはあり得る」と弁解した。また、災害時には女性職員も使うことを想定しているため市長専用の設備ではないと述べた。越川がさらにシャワー室の公開を求めると、村越は「物見遊山的なことに対応するつもりは一切ない」と公開を拒否した。庁舎5階には職員用のシャワー3室があるが、市長室へのシャワー室の設置は市民にも知らされていなかったことも判明した。
同年3月3日、市議会に「シャワー室の撤去を求める決議案」が提出され、賛成28票、反対13票で可決された。
同年6月1日、村越は記者会見し「シャワー室は撤去しない。災害時、私が使った後、女性職員に使ってもらう。女性職員には安心してもらえると思う」と述べた。
同年6月11日、市長室に設置されたシャワー室を撤去しなかったなどとして、村越の不信任を求める決議案が市川市議会に提出されたが、同日の市議会は村越の不信任決議案を反対多数で否決した。村越は議会後に「市民のことを第一に考え、これまで以上に全力で市政運営に努めてまいります」とのコメントを出した。
同年6月23日、シャワー室の設置にかかった約360万円を村越の負担とするため、会派「無所属の会」の市議5人は、市長給与を7月から半年間で約394万円削減する特例条例案を議会に提出した。5人の市議は提案理由で「（村越が）今後も給与減額に応じないことが懸念される」と述べた。6月28日、市議会は「シャワー室の撤去を求める決議案」を再び賛成多数で可決した。市長給与削減の条例案については反対多数で否決した。
同年9月16日、市はシャワー室を撤去したと発表した。市はシャワー室を、大町の「少年自然の家」に設置された新型コロナウイルス対応の入院待機ステーション内に移設した。「救急隊員や急変時に駆け付けた医師らのエッセンシャルワーカーが退所時に使用する」としている。移設費用は約125万円。

### 私設秘書が虚偽書類提出の疑いで逮捕
2021年5月24日、千葉県警は、法務局に虚偽の書類を提出したなどとして、村越の私設秘書で自動車レンタル会社「ワルデンクリフ」社長の押切裕雄を電磁的公正証書原本不実記録・同供用の疑いで逮捕した。同月25日には市川市内にある村越の後援会事務所を家宅捜索した。
押切は千葉2区選出の永田寿康衆議院議員の公設秘書を務めたあと、2017年の市川市長選挙で村越の事務所運営を手伝った。村越の当選後は市関係者らに市長就任の政治資金パーティーを案内。事務所の元スタッフは「次の市議選に出るならパーティー券を買え」と、1枚2万円の券を5枚押し付けられたことを明かしている。村越の運転手を務め、旧庁舎時代には市役所にたびたび出入りし、次第に市役所の業務に口を出すようになり、職員を「なんでこんなことができないんだ」などと恫喝することもあったという。そうした言動が容認されていたこともあり、元市幹部は「逆らうと何をされるかわからないので、抵抗することもできなかった」と証言している。同年10月1日、千葉地裁は押切裕雄に懲役2年執行猶予4年の有罪判決を言い渡した。
押切は2022年3月27日に市長選挙と同日執行された市議会議員補欠選挙（定数1）に立候補したが落選した。

### 市長室に合計約1,058万円の家具調達
2021年6月28日、市議会定例会において大久保貴之市議が情報公開請求で得た開示資料（税抜）を公表。村越が新庁舎完成にあわせて市長室用に合計約1058万円の家具を購入していたことが明らかとなった。家具の内訳は執務机とイス約157万円、応接ソファ約302万円、執務用イス約23万円、会議テーブル約344万円、イス8脚計約67万円、その他約188万円とされる。大久保市議は市議会で「このような高額な支出は市民の理解が得られるのか」と村越に質問。村越は答弁せず、かわりに財政部次長が「すべて国内メーカーで調達されており、市民の理解を得られると思っている」と答えた。大久保市議は朝日新聞の取材に「理解を得られるはずがない。市長自ら説明するべきだ」と述べた。
同年8月24日、村越は記者会見で、上記家具購入について「議会が決裁し調達したのに、なぜ、市議会で問題として取り上げたのか、理解に苦しむ」と話した。
2022年4月22日、同年3月の市長選で村越らを破り市長に初当選した田中甲は、就任式後に行われた記者会見で「税金で自身の趣味が入ったぜいたくな高額なものを購入していた事実が市民に伝わっている。市税に戻したい」と述べ、村越が購入した執務机と椅子を売却する方針を示した。同年7月5日、執務机と椅子をインターネットオークションで売却したことが発表された。取得価格よりも1,5倍の約300万円で落札されたという。

### シャワー問題追及市議へのパワハラ告発でっち上げ
2021年8月24日、村越は4月に行った市職員のアンケートで、男性市議からのパワーハラスメントを訴える回答が計9人からあったとして、市議の実名を公表。30日には議長に対し、市議会による調査と「厳正な対処」を求める申し入れ書を提出した。申し入れ書には「議員の立場の優位性を背景にしたパワハラでゆがんだ関係が生まれ、職員は萎縮し、精神的な苦痛を受け、退職した職員も見られる状態」などと記載されていた。実名を公表されたのは市議会でシャワー室の存在を明らかにするなど市長を追及してきた越川雅史市議で、市は実名公表に当たり越川本人には事実確認や聞き取りを行っていなかった。そのため越川は反発し、他の市議からも「なんらかの意図を感じる」との疑問の声が上がった。また、市によれば2019年度の前回アンケート調査では越川からのパワハラを訴える回答はなかった。9月8日、越川は正副議長に対し、経緯を説明。パワハラについては否定した上で「にらみや無視と思わせてしまう行為はあったかもしれない」と述べ、議長は越川を厳重注意した。9月13日、市議会は村越に対し、パワハラを受けたとする市職員は第三者機関に調査を申し出るように求める決議案を賛成23人、反対17人で可決。村越が求めていた特別委設置の決議案は賛成17人、反対23人で否決され、村越は「自らの調査を放棄した議会の判断は残念でならない。政局にすり替え、物事の本質から論点をそらす言動が横行している」とのコメントを出した。
しかし、村越が市長選で落選した後の2022年6月21日の市議会では市総務部長が「嘘をつくことや公的な立場を私的な事柄に用いることは、してはならないことであると認識しています。証拠や手続きからパワーハラスメントがあったと判断するのは難しいなかで、議場で発言したことは不適切でした。改めておわびを申し上げます」と突如越川に謝罪した。村越は調査結果で市議のパワハラにより退職や病気休暇した職員がいるとしていたが、総務部長によればそうした職員は存在せず、また、幹部職員側から職員に対しパワハラとして告発するよう指示が行われていたことも明らかにした。27日に市はパワハラを巡る調査結果について誇張があったと正式に発表。村越は取材に対し「一民間人なので承知していない」などとコメントした。2023年2月、市川市は村越前市長が2021年8月に提出したパワハラへの市議会の対処を求める申し入れ書を撤回した。

### 私設秘書が入札妨害容疑で逮捕
2022年7月26日、千葉県警は、2020年に市川市が発注した学校校舎解体工事の入札情報を業者に漏らすなどしたとして、上述の村越の元私設秘書の押切裕雄ら男4人を公競売入札妨害の疑いで逮捕した。上述の虚偽の書類提出の捜査の際に県警が押切の立ち回り先から解体工事の設計書や入札参加業者のリストといった市作成の資料を押収したことから、今回の事件が発覚した。8月16日に千葉地検は押切ら3人を起訴した。起訴状には、工事の予定価格などを「市川市長として同市の業務を統括していたX」から事前に入手したとの記述があるが、千葉地検は、村越への立件を見送った理由については「入札情報がどう使われるか認識していたと認められるだけの証拠が集まらなかった」と説明した。
村越は、業者側への情報の流れは「知らなかった」と主張。自身が情報を持ち出したのは「市民の税金を無駄にしないため、工事価格を下げたかった。押切被告に安く受注してくれる業者を見つけてもらいたかった」という趣旨の話をしており、あくまで「市のためだった」とした。同年10月19日に千葉地裁で押切ら3人の初公判があり、検察側は村越が政治的影響力を高めるため、市川市内の業者を排除し市外の大手業者を入札に参加させようとしたと指摘した。
2023年3月9日、千葉地裁は「市長の活動を補佐する立場を悪用した犯行で責任は重い」として押切裕雄に懲役1年2月、執行猶予3年の判決を言い渡した。

## 政策・主張

### 憲法
- 憲法改正について、2012年の毎日新聞社のアンケートで「賛成」と回答[69]。2014年の朝日新聞社のアンケートで「反対」と回答[70]。
- 9条改憲について、2014年の毎日新聞社のアンケートで「反対」と回答[71]。
- 2014年7月1日、政府は従来の憲法解釈を変更し、集団的自衛権の行使を容認することを閣議で決定[72]。この閣議決定を評価するかとの問いに対し、同年の朝日新聞社のアンケートで「まったく評価しない」と回答[70]。集団的自衛権の行使に賛成かとの問いに対し、同年の毎日新聞社のアンケートで「反対」と回答[71]。

### 外交・安全保障
- 普天間基地の移設問題について、2012年の毎日新聞社のアンケートで「名護市辺野古に移設すべき」と回答[69]。
- 「政府が尖閣諸島を国有化したことを評価するか」との問いに対し、2012年の毎日新聞社のアンケートで「評価する」と回答[69]。
- 日本による過去の植民地支配と侵略を認めて謝罪した「村山談話」の見直し論議について、2014年の毎日新聞社のアンケートで「見直すべきでない」と回答[71]。
- 従軍慰安婦に対する旧日本軍の関与を認めた「河野談話」の見直し論議について、2014年の毎日新聞社のアンケートで「見直すべきでない」と回答[71]。

### その他
- 選択的夫婦別姓制度の導入について、2014年のアンケートで「賛成」と回答[70]。
- 「原子力発電所は日本に必要だと思うか」との問いに対し、2014年の毎日新聞社のアンケートで「必要ではない」と回答[71]。
- 首相の靖国神社参拝について、2014年のアンケートで「反対」と回答[70]。
- アベノミクスについて、2014年の毎日新聞社のアンケートで「評価しない」と回答[71]。
- 2021年3月21日に行われた千葉県知事選挙では元自民党県議の関政幸を支援した[73]。
- 死刑制度に反対しており、死刑廃止を推進する議員連盟の事務局長を務めていた[74]。